# Brensbach
Brensbach (odenwälderisch Bräischboch) ist eine Gemeinde im südhessischen Odenwaldkreis.

## Geografie
Brensbach liegt im nördlichen Odenwald im Gersprenztal.

### Nachbargemeinden
Brensbach grenzt (im Uhrzeigersinn) im Norden an die Stadt Groß-Bieberau, an die Stadt Reinheim und die Gemeinde Otzberg (alle Landkreis Darmstadt-Dieburg), im Osten an die Gemeinde Höchst und die Stadt Bad König, im Süden an die Gemeinden Brombachtal und Reichelsheim und im Westen an die Gemeinde Fränkisch-Crumbach (alle Odenwaldkreis).

### Gemeindegliederung
Die Gemeinde gliedert sich nach der Hauptsatzung in die sechs Ortsbezirke Affhöllerbach (mit Kilsbach), Brensbach (mit Mummenroth), Höllerbach, Nieder-Kainsbach (mit Stierbach), Wallbach und Wersau (mit Bierbach und Hippelsbach).

## Geschichte

### Ur- und Frühgeschichte
Den bisher älteste Beleg für die Anwesenheit von Menschen im Bereich des heutigen Ortsgebietes von Brensbach, stellen mehrere Hügelgräber in der Flur „Oberwald“ dar, die im Jahr 1851 vom damaligen Revierförster Hoffmann ausgegraben und rudimentär dokumentiert wurden. Seinen Aufzeichnungen ist zu entnehmen, dass mehrere Grabbeigaben aus Bronze sichergestellt und an die Grafschaft Erbach übergeben wurden. Die von Hoffmann beschriebenen Artefakte, sowie Form und Größe der Grabhügel selbst, lassen die Annahme zu, dass sie aus der mittleren Bronzezeit stammen und somit etwa 3500 Jahre alt sind.
Der älteste Siedlungsbeleg Brensbachs wurde im Jahr 1950 entdeckt. Bei Erdarbeiten im Zuge eines Hausbaus in der heutigen Karl-Schäfer-Straße, stieß man auf eine eisenzeitliche Abfallgrube. Keramikscherben von über 40 Gefäßen unterschiedlichster Größen und Formen sowie eine Spinnwirtel konnten damals gesichert werden. Die Funde datieren in die Eisenzeit um 450 vor Christus, als keltische Stämme der sogenannten Laténekultur weite Teile Mitteleuropas besiedelten. Die Funde wurden dem damaligen Kreismuseum in Dieburg übergeben.
Auch die Römer hinterließen während der Besatzung des Odenwaldes in Brensbach ihre Spuren. Im Bereich des heutigen Schlachthofs wurden in den 1960er Jahren vom Historiker Winfried Wackerfuß die Grundmauern eines römischen Wohnhauses freigelegt. Umfangreiche Scherbenfunde von römischer Gebrauchs- und Edelkeramik aus diesem Bereich, sowie eine im Jahr 2020 entdeckte römische Silbermünze, sind im Brensbacher Dorfmuseum ausgestellt. Der Ursprung des Brensbacher Flur- und Straßennamens „Römerberg“ ist vermutlich ebenfalls in dieser Epoche zu suchen.

### Mittelalter bis 18. Jahrhundert
Die älteste erhaltene Erwähnung des Orts als Brendisbach stammt von 1223.
Ab 1257 wurden Angehörige des Adelsgeschlechtes von Brensbach urkundlich genannt. Sie gehörten vermutlich schon ab 1214 mit Fridericus de Ertbach zu den Burgmannen von Schloss Erbach und erhielten von der Herrschaft Erbach die für sie namensgebenden Lehen zu Brensbach mit dem Ritter Friedrich von Brensbach zwischen 1255 und 1257. Im Jahre 1266 trat Friedrich von Brensbach in einer Urkunde als Zeuge für die Schenken von Erbach auf. Das wappenführende Geschlecht mit den drei Ringen im Schrägrechtsbalken gehörte somit bis zu deren Ausgehen um 1414 zu den Dorfherren von Brensbach. Bedingt durch eine gleichartige Wappenführung ist von einer Verwandtschaft der Herren von Brensbach zu den Herren von Echter auszugehen. Vermutet wird wohl auch zu Recht, dass das „Echtersche Haus, noch mit alten Mauern umgeben“ zu Brensbach der alte befestigte Herrensitz von Vorfahren der nach diesem Odenwalddorf benannten Herren von Brensbach und der Echter gewesen sein dürfte.
Die Lehensherrschaft über das Dorf übte das Kloster Fulda aus. Im Jahre 766 bekam das Kloster Fulda den Besitz der Umstädter Mark von Pippin dem Jüngeren geschenkt. Hier entstand auch das Dorf Brensbach. Das Kloster Fulda gab seinen Besitz je zur Hälfte als Lehen an die Herrschaft Hanau und die Grafen von Grafschaft Katzenelnbogen, wodurch das Kondominat Umstadt mit einem gemeinsamen Zentgericht entstand.
Ab 1427 besaß dann die Kurpfalz die Hälfte des Kondominats. Im Landshuter Erbfolgekrieg besetzte die Landgrafschaft Hessen das Gebiet und übte bis 1521 die alleinige Herrschaft über das ehemalige Kondominat Umstadt aus. Auf dem Reichstag zu Worms wurden die Verhältnisse neu geordnet. Die Herrschaft Hanau verließ das Kondominat und wurde dafür mit den Ortschaften Harpertshausen, Kleestadt, Langstadt und Schlierbach sowie 12.000 fl. abgefunden. Die Landgrafschaft Hessen und die Kurpfalz erhielten das Kondominat je zur Hälfte. Zwischen 1648 und 1803 übten, bedingt durch die hessischen Landesteilungen, die Herrschaft über die hessische Hälfte des Kondominats Hessen-Darmstadt, Hessen-Kassel und Hessen-Rheinfels zu unterschiedlichen Teilen aus. Teile des Dorfes Brensbach befanden sich aber mindestens seit dem Jahr 1223 als Lehen im Besitz der Grafen von Erbach. 1443 erhielt Schenk Philipp von Erbach den pfälzischen Teil von Pfalzgraf Ludwig IV. Dorf, die Vogtei und Untergericht mit allem Zubehör als fuldisches Lehen. Die Erbacher Grafen blieben im Besitz des halben Dorfes, nach 1806 durch die Rheinbundakte als Standesherren, als der Ort an das Großherzogtum Hessen fiel. Die andere Hälfte stand den hessischen Staaten, ab 1705 der Landgrafschaft Hessen-Darmstadt zu.
Die „Hohe Gerichtsbarkeit“ über Brensbach übte das Zentgericht Umstadt aus, während sich die „Niedere Gerichtsbarkeit“ die hessischen Landgrafen und die Grafen von Erbach teilten.
Im Dreißigjährigen Krieg (1618–1648) dürfte auch Brensbach hohe Verluste zu beklagen gehabt haben. Das Gebiet zwischen Rhein und Bergstraße blieb 10 Jahre von den Spaniern besetzt, bis sich diese 1631 vor den anrückenden schwedischen Truppen zurückzogen. Der Schrecken dieses Krieges war aber noch lange nicht vorbei. Nach der katastrophalen Niederlage der Evangelischen bei Nördlingen am 6. September 1634 zogen sich die schwedischen Truppen 1635 von der Bergstraße zurück. Letztlich veranlasste der katholische Sieg bei Nördlingen Frankreich, an der Seite der nun geschwächten Schweden in den Dreißigjährigen Krieg einzugreifen. Mit dem Schwedisch-Französischen Krieg begann ab 1635 das blutigste Kapitel des Dreißigjährigen Krieges. Aus der Region berichten die Chronisten aus jener Zeit: „Pest und Hunger wüten im Land und dezimieren die Bevölkerung, sodass die Dörfer öfters völlig leer stehen“.

### Vom 19. Jahrhundert bis heute
Im Jahr 1803 fiel durch den Reichsdeputationshauptschluss der pfälzische Anteil an Brensbach an die Landgrafschaft Hessen-Darmstadt. Damit war Amt Lichtenberg für Brensbach zuständig. Die Zent Umstadt und das mit ihr verbundene Zentgericht hatte damit seine Funktion eingebüßt. Die übergeordnete Verwaltungsbehörde war der „Regierungsbezirk Darmstadt“ der ab 1803 auch als „Fürstentum Starkenburg“ bezeichnet wurde.
Am 14. August 1806 wurde die Landgrafschaft Hessen-Darmstadt, gegen Stellung hoher Militärkontingente an Frankreich und den Beitritt zum Rheinbund, von Napoleon zum Großherzogtum erhoben. Durch die Rheinbundakte fiel auch der noch verbliebene erbachische Anteil Brensbachs an Hessen.
1816 wurden im Großherzogtum Provinzen gebildet und das vorher als „Fürstentum Starkenburg“ bezeichnete Gebiet, das aus den südlich des Mains gelegenen alten Hessischen und den ab 1803 hinzugekommenen rechtsrheinischen Territorien bestand, in „Provinz Starkenburg“ umbenannt. 1821 wurden im Rahmen einer umfassenden Verwaltungsreform die Ämter in den Provinzen Starkenburg und Oberhessen des Großherzogtums aufgelöst, ihre Aufgaben auf neu gegründete Landratsbezirke und Landgerichte aufgeteilt. Dabei kam Brensbach zum Landratsbezirk Reinheim. Diese Reform ordnete auch die Verwaltung auf Gemeindeebene neu. Brensbach erhielt eine eigene Bürgermeisterei. Entsprechend der Gemeindeverordnung vom 30. Juni 1821 gab es einen gewählten Ortsvorstand, der sich aus Bürgermeister, Beigeordneten und Gemeinderat zusammensetzte. Staatliche Schultheißen wurden nicht mehr eingesetzt.
Die Statistisch-topographisch-historische Beschreibung des Großherzogthums Hessen berichtet 1829 über Brensbach:

„Brensbach (L. Bez. Reinheim) luth. Pfarrdorf, liegt 2 St. von Reinheim, an der Gersprenz und an der von Darmstadt nach Erbach ziehenden Chaussee und gehört dem Grafen von Erbach-Erbach. Man findet 167 Häuser und 1079 Einw., die bis auf 4 Reform. und 1 Kath. alle lutherisch sind. Unter den Handwerkern sind 12 Schneider, 13 Schuhmacher, 11 Leineweber, 9 Bäcker, 7 Sattler, 9 Schmiede etc. Jährlich werden 5 Märkte gehalten. Eine römische Straße von Heidelberg kommend, zog in der Nähe vorüber nach Frankfurt. Im Oberwald liegen 8 Hügel, die für römische Grabmäler gehalten werden. Nach diesem Dorfe nannte sich ein adeliges Geschlecht: von Brensbach, nach dessen Aussterben die Echter von Mespelsbrunn hier ansäßig erscheinen. Der Ort gehörte zum Oberhof Umstadt, und war ein altes fuldisches, nachher von diesem Stift verkauftes pfälzisches Lehen. Churpfalz belehnte Hessen und Erbach mit diesem Orte; so erhielt 1398 Schenk Eberhard von Erbach den Kirchsatz als ein Lehen von dem Pfalzgrafen Ruprecht, und 1532 wurden die Schenken mit der Vogtei und dem Gerichte, so weit sein Antheil ist, von der Pfalz belehnt, welches wenigstens im Jahr 1722 erneuert wurde. Erbach erkannte diese Lehenseigenschaft ohne Widerspruch an, Hessen suchte aber solche streitig zu machen. Das Vogteigericht besassen Hessen und Erbach in abgetheilten Gassen und Wohnungen. Die obere Gerichtsbarkeit in bürgerlichen Rechtsfällen wurde sowohl von Churpfalz als Hessen angesprochen; die Cent- oder peinlichen Fälle hingegen wurden von beiden gemeinschaftlich behandelt. Im Jahr 1803 kam der pfälzische Antheil an Hessen, so wie der Erbachische Antheil 1806 unter Hess. Hoheit; jedoch wurden 1827 die Jurisdiktion und Polizeigerechtsame von Hessen an den Grafen von Erbach-Erbach abgetreten.“

1832 wurden Kreise geschaffen und Brensbach wurde dem Kreis Dieburg zugeordnet.
Im Neuestes und gründlichstes alphabetisches Lexicon der sämmtlichen Ortschaften der deutschen Bundesstaaten von 1845–48 findet sich folgender Eintrag:

„Brensbach b. Reinheim. – Dorf mit evangelischer Pfarrkirche, hinsichtlich der Katholischen zur Pfarrei Hering gehörig. – 167 H. 1079 E.  – Großherzogthum Hessen – Provinz Starkenburg. – Kreis Dieburg. – Landgericht Lichtenberg. – Hofgericht Darmstadt. – Das Dorf Brensbach, dem Grafen von Erbach–Erbach gehörig, liegt 2 Stunden von Reinheim, an der Gersprenz und an der von Darmstadt nach Erbach führenden Chaussee. Es werden hier jährlich 5 Jahrmärkte gehalten. Ein Theil des Ortes gehörte der Pfalz, welcher im J. 1803, und im J. 1806 auch der Erbachsche Antheil, unter hessische Hoheit gekommen ist.“

Am 31. Juli 1848 wurden die Kreise und die Landratsbezirke des Großherzogtums abgeschafft und durch „Regierungsbezirke“ ersetzt, wobei der bisherige Kreis Dieburg zum Regierungsbezirk Dieburg zugeschlagen wurde. Bereits vier Jahre später, im Laufe der Reaktionsära, kehrte man aber zur Einteilung in Kreise zurück und Brensbach wurde wieder Teil des Kreises Dieburg.
Die im Dezember 1852 aufgenommenen Bevölkerungs- und Katasterlisten ergaben für Brensbach: Marktflecken an der Gersprenz mit 1191 Einwohnern.
Die Gemarkung besteht aus 2249 Morgen, davon 1555 Morgen Ackerland, 258 Morgen Wiesen, 355 Morgen Wald. Zu Brensbach gehören noch der Hof Hummenroth und die Bauersmühle.
In den Statistiken des Großherzogtums Hessen werden, bezogen auf Dezember 1867, für den Marktflecken Brensbach mit eigener Bürgermeisterei, 188 Häuser, 1093 Einwohnern, der Kreis Dieburg, das Landgericht Reinheim, die evangelische Pfarrei Brensbach mit dem Dekanat in Reinheim und die katholische Pfarrei Hering des Dekanats Dieburg, angegeben. Durch die Bürgermeisterei wurde auch der Weiler Mummenroth (3 Häuser, 16 Einw.) verwaltet.
Im Jahr 1927 wurde Gemarkungsgröße für Brensbach mit dem Weiler Mummenroth mit 591,8 ha angegeben.
Die hessischen Provinzen Starkenburg, Rheinhessen und Oberhessen wurden 1937 nach der 1936 erfolgten Auflösung der Provinzial- und Kreistage aufgehoben. Zum 1. November 1938 trat eine umfassende Gebietsreform auf Kreisebene in Kraft. In der ehemaligen Provinz Starkenburg wurde einige Orte aus dem Kreis Dieburg in den Kreis Darmstadt verlagert. Brensbach verblieb aber in Kreis Dieburg, der lediglich in Landkreis Dieburg umbenannt wurde.
Wie die Einwohnerzahlen von 1939 bis 1950 zeigen, nahm auch Brensbach nach dem Krieg viele Flüchtlinge und Vertriebene aus den ehemaligen deutschen Ostgebieten auf.
Im Jahr 1961 wurde die Gemarkungsgröße mit 592 ha angegeben, davon waren 112 ha Wald.
Hessische Gebietsreform (1970–1977)
Im Zuge der Gebietsreform in Hessen wurde zum 1. Februar 1971 die bis dahin selbständige Gemeinde Affhöllerbach in die Nachbargemeinde Nieder-Kainsbach auf freiwilliger Basis eingegliedert. Am 1. August 1972 kamen kraft Landesgesetz die Gemeinden Höllerbach, Nieder-Kainsbach, Wallbach und Wersau zu Brensbach, das gleichzeitig aus dem Landkreis Dieburg in den Odenwaldkreis umgegliedert wurde. Für den Ortsteil Brensbach wurde, wie für die anderen eingemeindeten ehemals eigenständigen Gemeinden, ein Ortsbezirk mit Ortsbeirat und Ortsvorsteher nach der Hessischen Gemeindeordnung eingerichtet.

### Verwaltungsgeschichte im Überblick
Die folgende Liste zeigt die Staaten und Verwaltungseinheiten, denen Brensbach angehört(e):
- vor 1803: Heiliges Römisches Reich, je zur Hälfte (Landgrafschaft Hessen-Darmstadt, Obergrafschaft Katzenelnbogen, Amt Lichtenberg) und  (pfälzisches Lehen der Grafschaft Erbach-Erbach, Amt Reichenberg) (Kondominat Umstadt)
- ab 1803: Heiliges Römisches Reich, Landgrafschaft Hessen-Darmstadt,[Anm. 2] Kondominat Umstadt (kurpfälzer Anteil an Hessen)
- ab 1806: Großherzogtum Hessen,[Anm. 3] Fürstentum Starkenburg, Amt Lichtenberg
- ab 1815: Großherzogtum Hessen, Provinz Starkenburg, Amt Lichtenberg
- ab 1821: Großherzogtum Hessen, Provinz Starkenburg, Landratsbezirk Reinheim[Anm. 4]
- ab 1832: Großherzogtum Hessen, Provinz Starkenburg, Kreis Dieburg
- ab 1848: Großherzogtum Hessen, Regierungsbezirk Dieburg
- ab 1852: Großherzogtum Hessen, Provinz Starkenburg, Kreis Dieburg
- ab 1871: Deutsches Reich, Großherzogtum Hessen, Provinz Starkenburg, Kreis Dieburg
- ab 1918: Deutsches Reich, Volksstaat Hessen, Provinz Starkenburg, Kreis Dieburg
- ab 1938: Deutsches Reich, Volksstaat Hessen, Landkreis Dieburg[25][Anm. 5]
- ab 1945: Deutsches Reich, Amerikanische Besatzungszone,[Anm. 6] Groß-Hessen, Regierungsbezirk Darmstadt, Landkreis Dieburg
- ab 1946: Deutsches Reich, Amerikanische Besatzungszone, Hessen, Regierungsbezirk Darmstadt, Landkreis Dieburg
- ab 1949: Bundesrepublik Deutschland, Hessen, Regierungsbezirk Darmstadt, Landkreis Dieburg
- ab 1972: Bundesrepublik Deutschland, Hessen, Regierungsbezirk Darmstadt, Odenwaldkreis

### Gerichte
Brensbach gehörte ursprünglich zum Zentgericht Umstadt. Ende des 18. Jahrhunderts dann zur Zent Oberramstadt, welche die hohe Gerichtsbarkeit ausübte.
In der Landgrafschaft Hessen-Darmstadt wurde mit Ausführungsverordnung vom 9. Dezember 1803 das Gerichtswesen neu organisiert. Für das Fürstentum Starkenburg wurde das „Hofgericht Darmstadt“ eingerichtet. Es war für normale bürgerliche Streitsachen Gericht der zweiten Instanz, für standesherrliche Familienrechtssachen und Kriminalfälle die erste Instanz. Übergeordnet war das Oberappellationsgericht Darmstadt. Die Zentgerichte hatten damit ihre Funktion verloren. Die Rechtsprechung der ersten Instanz wurde durch die Ämter bzw. Standesherren vorgenommen.
Damit war für Brensbach das Amt Lichtenberg zuständig. Die Niedere Gerichtsbarkeit und Polizeigewalt blieb aber noch bis 1848 bei den Standesherren, wurden in deren Namen aber von der Landesherrschaft ausgeübt.
Mit Bildung der Landgerichte im Großherzogtum Hessen war ab 1821 das Landgericht Lichtenberg das Gericht erster Instanz, zweite Instanz war das Hofgericht Darmstadt. Es folgten:
- ab 1848: Landgericht Reinheim (Verlegung nach Reinheim), zweite Instanz: Hofgericht Darmstadt
- ab 1879: Amtsgericht Reinheim, zweite Instanz: Landgericht Darmstadt
- ab 1968: Amtsgericht Darmstadt mit der Auflösung des Amtsgerichts Reinheim, zweite Instanz: Landgericht Darmstadt

Anlässlich der Umsetzung des Gerichtsverfassungsgesetzes im Großherzogtum mit Wirkung vom 1. Oktober 1879, wurden die Landgerichte aufgehoben und durch Amtsgerichte an gleicher Stelle ersetzt. In Reinheim war nun also das Amtsgericht Reinheim zuständig.
Mit einer Änderung der Gerichtsorganisation 1968 sollten die Amtsgerichte ihren Sitz in der Kreisstadt haben, was zur Auflösung des Amtsgerichts Reinheim und der Zuordnung von Brensbach zum Amtsgericht Dieburg führte. In Folge der Gebietsreform in Hessen wechselte Brensbach in den Odenwaldkreis und zum 1. Juli 1973 in den Amtsgerichtsbezirk von Michelstadt. Dem Amtsgericht Michelstadt übergeordnet ist das Landgericht Darmstadt. Im weiteren Instanzenzug sind das Oberlandesgericht Frankfurt am Main sowie der Bundesgerichtshof übergeordnet.

### Bevölkerung
Einwohnerstruktur 2011
Nach den Erhebungen des Zensus 2011 lebten am Stichtag dem 9. Mai 2011 in Brensbach 5123 Einwohner. Darunter waren 237 (4,5 %) Ausländer, von denen 139 aus dem EU-Ausland, 73 aus anderen europäischen Ländern und 25 aus anderen Staaten kamen. Nach dem Lebensalter waren 831 Einwohner unter 18 Jahren, 288 zwischen 18 und 49, 1200 zwischen 50 und 64 und 1005 Einwohner waren älter. Die Einwohner lebten in 2152 Haushalten. Davon waren 565 Singlehaushalte, 625 Paare ohne Kinder und 708 Paare mit Kindern, sowie 206 Alleinerziehende und 48 Wohngemeinschaften. In 399 Haushalten lebten ausschließlich Senioren und in 1455 Haushaltungen leben keine Senioren.
Einwohnerentwicklung
| • 1633: | 0168 Einwohner             |
| • 1806: | 0812 Einwohner, 119 Häuser |
| • 1829: | 1079 Einwohner, 167 Häuser |
| • 1867: | 1110 Einwohner, 192 Häuser |

| Brensbach: Einwohnerzahlen von 1800 bis 2020 | Brensbach: Einwohnerzahlen von 1800 bis 2020 | Brensbach: Einwohnerzahlen von 1800 bis 2020 | Brensbach: Einwohnerzahlen von 1800 bis 2020 | Brensbach: Einwohnerzahlen von 1800 bis 2020 |
| --- | -------------------------------------------- | -------------------------------------------- | -------------------------------------------- | -------------------------------------------- |
| Jahr |                                              |                                              |                                              | Einwohner                                    |
| 1800 | 1800                                         |                                              | 812                                          | 812                                          |
| 1806 | 1806                                         |                                              | 1.079                                        | 1.079                                        |
| 1829 | 1829                                         |                                              | 1.079                                        | 1.079                                        |
| 1834 | 1834                                         |                                              | 1.096                                        | 1.096                                        |
| 1840 | 1840                                         |                                              | 1.204                                        | 1.204                                        |
| 1846 | 1846                                         |                                              | 1.249                                        | 1.249                                        |
| 1852 | 1852                                         |                                              | 1.191                                        | 1.191                                        |
| 1858 | 1858                                         |                                              | 1.093                                        | 1.093                                        |
| 1864 | 1864                                         |                                              | 1.126                                        | 1.126                                        |
| 1871 | 1871                                         |                                              | 1.134                                        | 1.134                                        |
| 1875 | 1875                                         |                                              | 1.178                                        | 1.178                                        |
| 1885 | 1885                                         |                                              | 1.170                                        | 1.170                                        |
| 1895 | 1895                                         |                                              | 1.184                                        | 1.184                                        |
| 1905 | 1905                                         |                                              | 1.150                                        | 1.150                                        |
| 1910 | 1910                                         |                                              | 1.153                                        | 1.153                                        |
| 1925 | 1925                                         |                                              | 1.069                                        | 1.069                                        |
| 1939 | 1939                                         |                                              | 1.089                                        | 1.089                                        |
| 1946 | 1946                                         |                                              | 1.444                                        | 1.444                                        |
| 1950 | 1950                                         |                                              | 1.480                                        | 1.480                                        |
| 1956 | 1956                                         |                                              | 1.247                                        | 1.247                                        |
| 1961 | 1961                                         |                                              | 1.409                                        | 1.409                                        |
| 1967 | 1967                                         |                                              | 1.531                                        | 1.531                                        |
| 1970 | 1970                                         |                                              | 1.565                                        | 1.565                                        |
| 1972 | 1972                                         |                                              | 3.970                                        | 3.970                                        |
| 1975 | 1975                                         |                                              | 4.155                                        | 4.155                                        |
| 1980 | 1980                                         |                                              | 4.514                                        | 4.514                                        |
| 1985 | 1985                                         |                                              | 4.733                                        | 4.733                                        |
| 1990 | 1990                                         |                                              | 4.997                                        | 4.997                                        |
| 1995 | 1995                                         |                                              | 5.299                                        | 5.299                                        |
| 2000 | 2000                                         |                                              | 5.519                                        | 5.519                                        |
| 2005 | 2005                                         |                                              | 5.398                                        | 5.398                                        |
| 2010 | 2010                                         |                                              | 5.162                                        | 5.162                                        |
| 2011 | 2011                                         |                                              | 5.123                                        | 5.123                                        |
| 2015 | 2015                                         |                                              | 5.041                                        | 5.041                                        |
| 2020 | 2020                                         |                                              | 4.963                                        | 4.963                                        |
| Datenquelle: Historisches Gemeindeverzeichnis für Hessen: Die Bevölkerung der Gemeinden 1834 bis 1967. Wiesbaden: Hessisches Statistisches Landesamt, 1968. Weitere Quellen: LAGIS; 1800; 1972; Hessisches Statistisches Informationssystem; Zensus 2011 Ab 1972 einschließlich der im Zuge der Gebietsreform in Hessen eingegliederten Orte. |                                              |                                              |                                              |                                              |

Religionszugehörigkeit
| • 1829: | 1074 lutherische (= 99,54 %), 4 reformierte (= 0,37 %) und ein katholischer (= 0,09 %) Einwohner |
| • 1961: | 1187 evangelische (= 84,24 %), 199 katholische (= 14,12 %) Einwohner                             |
| • 1987: | 3448 evangelische (= 74,2 %), 668 katholische (= 14,4 %), 529 sonstige (= 11,4 %) Einwohner      |
| • 2011: | 2963 evangelische (= 57,8 %), 677 katholische (= 13,2 %), 1483 andere (= 28,9 %) Einwohner       |

### Kirchengeschichte
Ursprünglich gehörte Brensbach zur Kollatur Fulda, später Erbach und dem Archidiakon Montat. Verwaltet wurde Brensbach vom Archidiakonata St. Peter und Alexander in Aschaffenburg sowie dem Landkapitel Montat. Seit 1387 wird eine Pfarrei in Brensbach erwähnt. Zum Kirchspiel gehörten noch die Orte Nieder-Kainsbach und Mummenroth.  1443 wurde Schenk Konrad von Erbach mit dem Kirchensatz durch den Pfalzgrafen belehnt. Im 16. Jahrhundert treten die Grafen von Erbach zum lutherischen Glauben über und seit 1526 hat Brensbach einen evangelischen Pfarrer.

## Politik

### Gemeindevertretung
Die Kommunalwahl am 14. März 2021 lieferte folgendes Ergebnis, in Vergleich gesetzt zu früheren Kommunalwahlen:
| Sitzverteilung in der Gemeindevertretung 2021Insgesamt 25 Sitze - SPD: 12 - CDU: 7 - UWG: 6 | Parteien und Wählergemeinschaften | Parteien und Wählergemeinschaften           | % 2021 | Sitze 2021 | % 2016 | Sitze 2016 | % 2011 | Sitze 2011 | % 2006 | Sitze 2006 | % 2001 | Sitze 2001 |
| Sitzverteilung in der Gemeindevertretung 2021Insgesamt 25 Sitze - SPD: 12 - CDU: 7 - UWG: 6 | SPD                               | Sozialdemokratische Partei Deutschlands     | 49,8   | 12         | 44,5   | 11         | 50,2   | 13         | 57,1   | 14         | 63,0   | 20         |
| Sitzverteilung in der Gemeindevertretung 2021Insgesamt 25 Sitze - SPD: 12 - CDU: 7 - UWG: 6 | CDU                               | Christlich Demokratische Union Deutschlands | 25,8   | 7          | 31,7   | 8          | 31,7   | 8          | 42,9   | 11         | 37,0   | 11         |
| Sitzverteilung in der Gemeindevertretung 2021Insgesamt 25 Sitze - SPD: 12 - CDU: 7 - UWG: 6 | UWG-Brensbach                     | Unabhängige Wählergemeinschaft Brensbach    | 24,4   | 6          | 23,7   | 6          | 18,1   | 4          | —      | —          | —      | —          |
| Sitzverteilung in der Gemeindevertretung 2021Insgesamt 25 Sitze - SPD: 12 - CDU: 7 - UWG: 6 | Gesamt                            | Gesamt                                      | 100    | 25         | 100    | 25         | 100    | 25         | 100    | 25         | 100    | 31         |
| Sitzverteilung in der Gemeindevertretung 2021Insgesamt 25 Sitze - SPD: 12 - CDU: 7 - UWG: 6 | Wahlbeteiligung in Prozent        | Wahlbeteiligung in Prozent                  | 55,6   | 55,6       | 55,3   | 55,3       | 52,9   | 52,9       | 51,6   | 51,6       | 57,1   | 57,1       |

### Bürgermeister
Nach der hessischen Kommunalverfassung wird der Bürgermeister für eine sechsjährige Amtszeit gewählt, seit dem Jahr 1993 in einer Direktwahl, und ist Vorsitzender des Gemeindevorstands, dem in der Gemeinde Brensbach neben dem Bürgermeister ehrenamtlich ein Erster Beigeordneter und fünf weitere Beigeordnete angehören. Bürgermeister ist seit dem 6. Juni 2014 Rainer Müller (SPD), der in der Kommunalpolitik bis dahin Vorsitzender der Gemeindevertretung war. Er wurde als Nachfolger von Hans-Georg Stosiek (SPD), der, rund ein Dreivierteljahr vor dem Ende seiner dritten Amtszeit, mit Erreichen der Regelaltersgrenze in den Ruhestand treten wollte, am 2. Februar 2014 im ersten Wahlgang bei 58,9 Prozent Wahlbeteiligung mit 51,1 Prozent der Stimmen gewählt. Es folgte eine Wiederwahl im März 2020.
Amtszeiten der Bürgermeister
- 2001–2025 Rainer Müller (SPD)[39]
- 1997–2014 Hans-Georg Stosiek (SPD)[40]
- 1972–1997 Willi Riedel (SPD)[43]

| Amtszeit  | Name                   | Partei                |
| --------- | ---------------------- | --------------------- |
| 1966–1972 | Gerhard Schütz         | parteilos, später CDU |
| 1966–1966 | Andreas Göttmann       | parteilos             |
| 1952–1966 | Georg Groh II.         | parteilos             |
| 1948–1952 | Leonhard Weber         | parteilos             |
| 1945–1948 | Leonhard Hofmann       | parteilos             |
| 1941–1945 | Philipp Trinkaus       | NSDAP                 |
| 1937–1941 | Georg Philipp Daab II. | NSDAP                 |
| 1922–1937 | Georg Wilhelm Schanz   | parteilos             |
| 1890–1922 | Martin Friedrich       | parteilos             |

Vor der Gebietsreform in Hessen waren die Bürgermeister in Brensbach bis 1964 ehrenamtlich tätig.

### Wappen und Flagge

#### Wappen
| Wappen von Brensbach | Blasonierung: „In silbernem Schild unten ein blauer Bach, darüber schwebend eine von 5 sechszackigen Sternen begleitete rote züngelnde Flamme.“ |
| Wappen von Brensbach | Das Wappen wurde durch den Heraldiker Georg Massoth, nach alten Gerichtsiegeln, gestaltet. Die Bedeutung des Wappens spiegelt sich im Namen Brensbach wider: Im Sternenglanz sah der namensgebende Bach der Legende nach aus, als würde er brennen. Wahrscheinlicher ist allerdings, dass dies bei Sonnenuntergang so aussah, da die Strahlkraft der Sterne zu gering ist. |

#### Flagge
Die Flagge wurde der Gemeinde am 12. Juni 1978 durch das Hessische Innenministerium genehmigt und wird wie folgt beschrieben:
„In rot-weißem Flaggentuch im oberen Drittel aufgelegt das Gemeindewappen.“

### Partnerschaften
Die Gemeinde Brensbach unterhält seit 1978 partnerschaftliche Beziehungen zu der französischen Gemeinde Ézy-sur-Eure.

## Kultur und Sehenswürdigkeiten

### Kulturdenkmäler

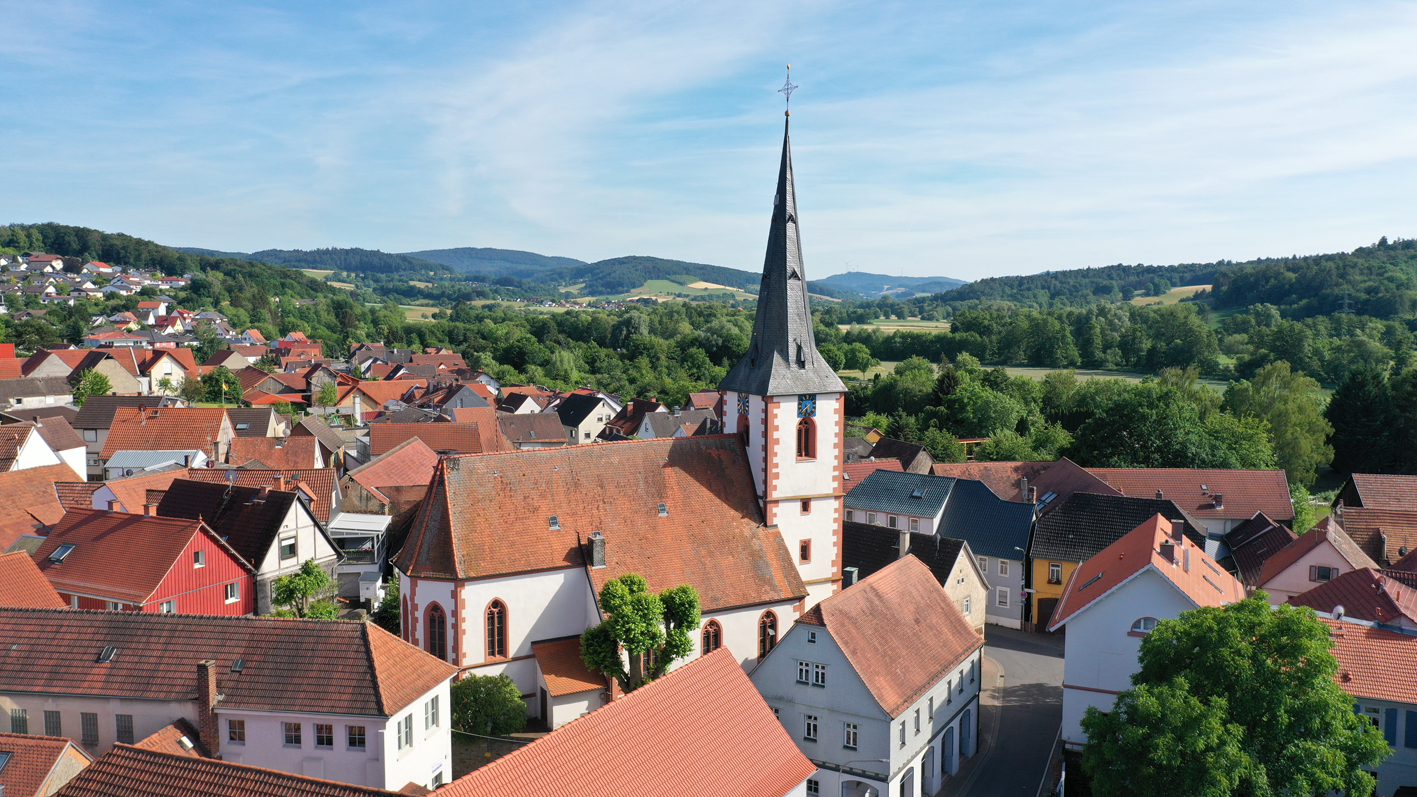
Evangelische St.-Markus-Kirche im alten Ortskern Brensbachs

- Die Burgruine Schnellerts befindet sich in der südlichsten Ecke des Gemeindegebiets, unweit der Grenze zu den Gemeinden Brombachtal und Reichelsheim.
- Die Evangelische Pfarrkirche St. Markus (erbaut 1503 bis 1527) bildet zusammen mit dem evangelischen Gemeindehaus (der Alten Schule von 1811) und dem klassizistischen Pfarrhaus den Ortsmittelpunkt. Der Kirchhügel ist als architektonischer und geschichtlicher Mittelpunkt des Dorfes ein Kulturdenkmal als Gesamtanlage.

### Natur und Schutzgebiete

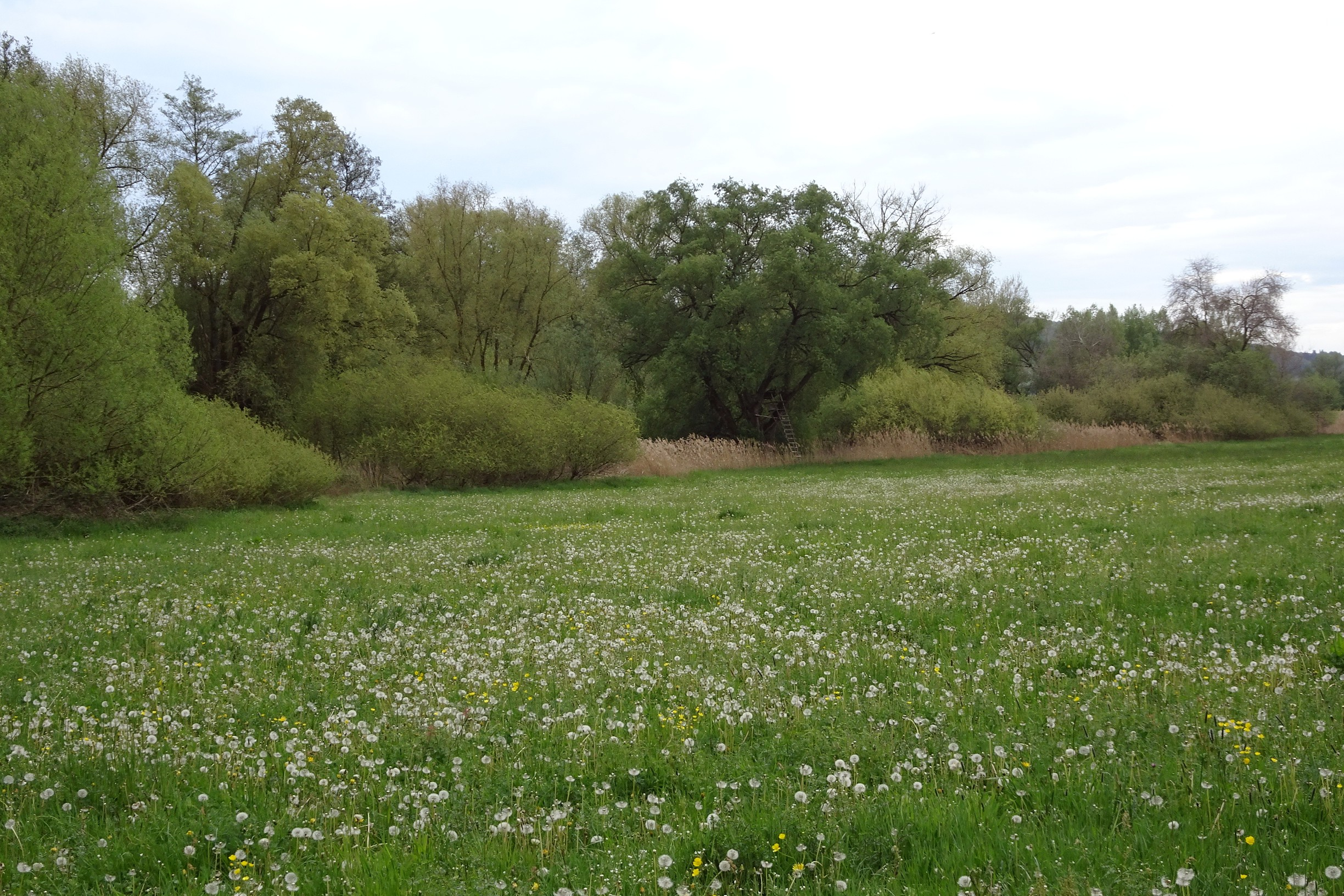
Naturschutzgebiet „Bruch von Brensbach“ (2021)

Südöstlich des Ortes befindet sich das Naturschutzgebiet „Bruch von Brensbach“. Als Natura2000-Gebiet sind die „Grünlandbereiche östlich von Brensbach“ (FFH-Gebiet 6219-301) geschützt, welche aus mehreren Teilflächen im Osten und Norden bestehen. Im Westen gehört in der Gemarkung Wersau ein Teil des Waldes zum ausgedehnten Natura2000-Gebiet „Buchenwälder des Vorderen Odenwaldes“ (FFH-Gebiet 6218-302).
Zudem sind mehrere markante Einzelbäume und Baumgruppen als Naturdenkmale geschützt.

## Persönlichkeiten
- Karl Schäfer (1849–1915), Heimatdichter und Sänger
- Eduard Anthes (1859–1922), Prähistoriker und Denkmalpfleger